# Liste der Staatsstraßen in Sachsen ab der S 200

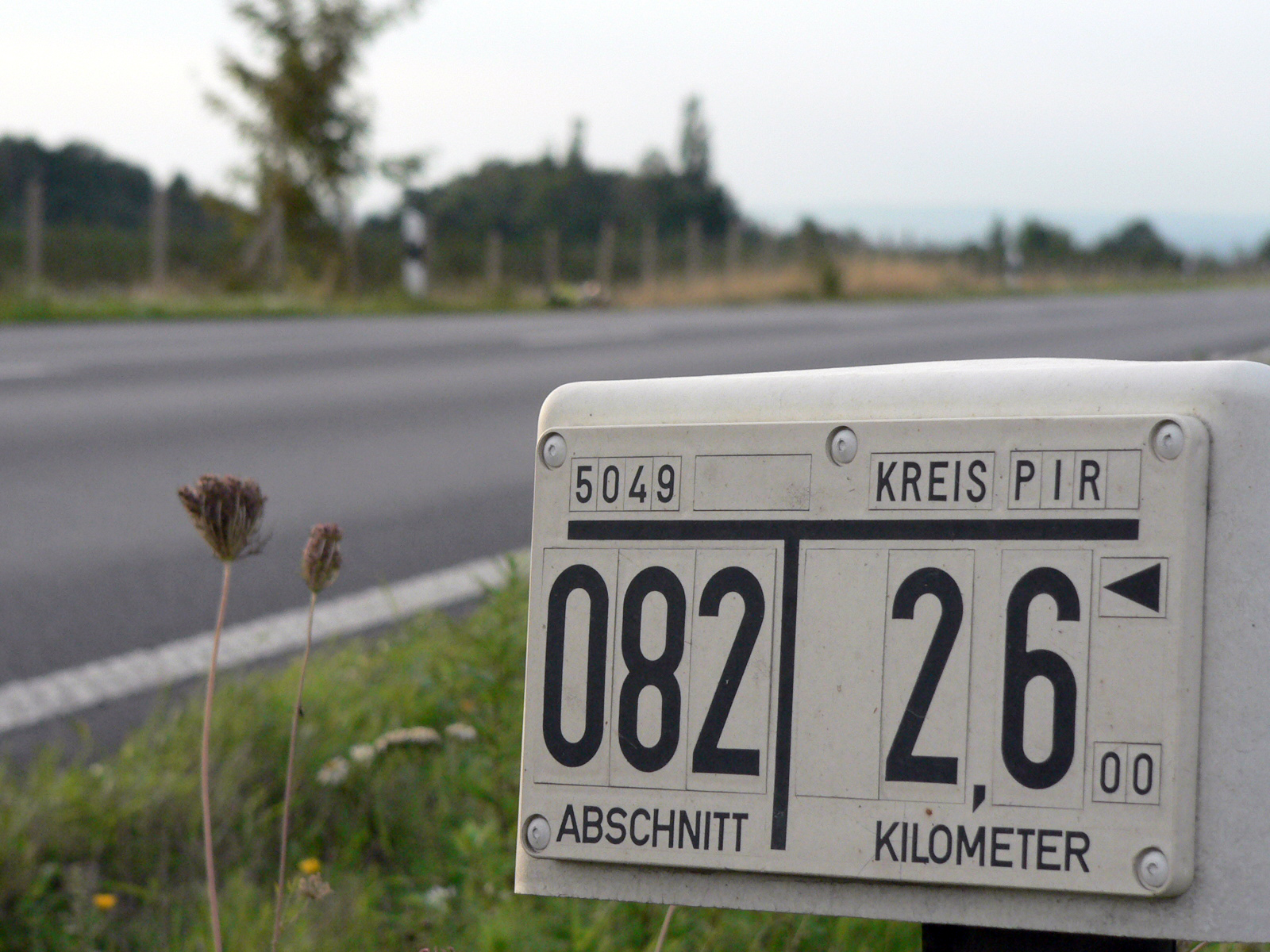
Stationszeichen in Sachsen

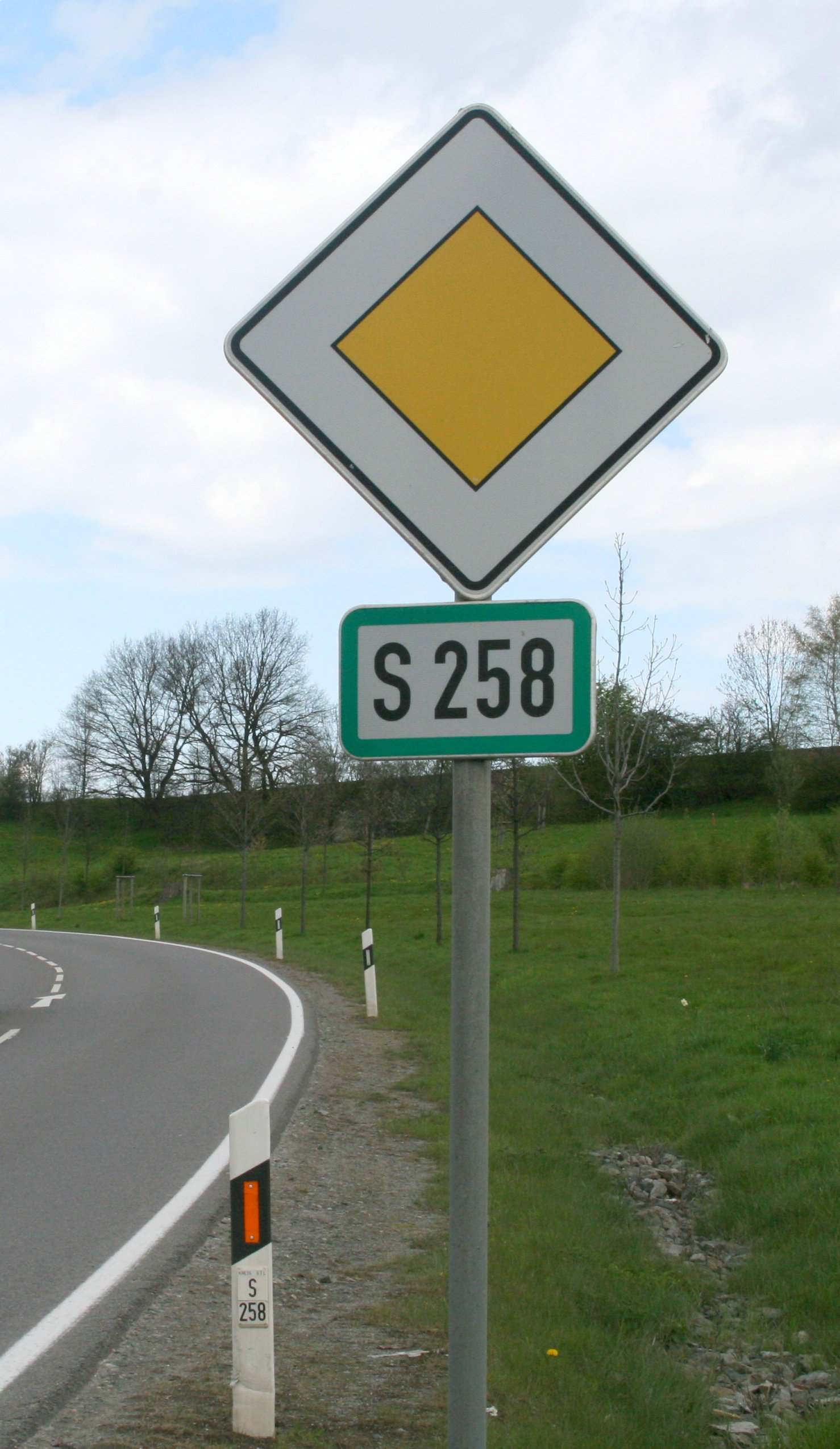
Ausschilderung der S 258

Diese Auflistung listet diejenigen Staatsstraßen in Sachsen (kurz S) ab der S 200 auf und zeigt deren Verlauf in diesem Bundesland. Die Liste der Staatsstraßen in Sachsen bis zur S 199 listet die Staatsstraßen bis zur S 199.
Die Gesamtlänge aller Staatsstraßen umfasst 4753 Kilometer in Sachsen. Die Rechtsstellung der Staatsstraßen wird durch das Sächsische Straßengesetz vom 21. Januar 1993 geregelt.
Der Begriff Staatsstraße wird nur in den deutschen Bundesländern Freistaat Sachsen und Freistaat Bayern (dort mit der Abkürzung St) verwendet. In den anderen Bundesländern heißen die entsprechenden Straßen Landesstraße.

## Liste
Siehe auch: Kategorie:Staatsstraße in Sachsen – für eine Liste aller vorhandenen Artikel zu einzelnen Staatsstraßen in Sachsen
Die Tabelle listet die Nummer der jeweiligen Staatsstraße und nennt ihren Verlauf.

| Nr     | Verlauf |
| ------ | --- |
| S 200a | – Altgeringswalde – Hoyersdorf – Neuwallwitz – Holzhausen – Schweikershain – Erlau – S 250 – Lauenhain – Mittweida – S 247 – Altmittweida – S 241 – S 201 – Ottendorf – Niederlichtenau Waldsiedlung – – Oberlichtenau – S 204 – |
| S 201a | S 200 in Altmittweida – Mittweida – S 247 – S 202 – Seifersbach – Oberrossau – S 32 – – Crumbach – – Hainichen – S 34 – Cunnersdorf – S 205 – Bockendorf – S 203 – in Oederan |
| S 202a | S 201 – Seifersbach – Sachsenburg – in Frankenberg/Sa. |
| S 203a | in Frankenberg/Sa. – Mühlbach – Langenstriegis – S 201 – Hartha – Frankenstein – in Oberschöna |
| S 204a | in Auerswalde – Oberlichtenau – S 200 – Niederlichtenau – |
| S 205a | S 201 in Cunnersdorf – Riechberg – Bräunsdorf – Kleinwaltersdorf – in Freiberg |
| S 206a | in Oberschöna – St. Michaelis – Brand-Erbisdorf – Berthelsdorf – S 209 |
| S 207a | in Oederan – Neuhohelinde – Gahlenz – S 235 – Eppendorf – Großwaltersdorf – S 210 – Mittelsaida – – S 215 – Röhrenbohrer – Dörnthal – Pilsdorf – Teichstadt – – Sayda – S 212 – Großes Vorwerk – Neuhausen/Erzgeb. – S 211 – Deutscheinsiedel – S 213 – S 214 – Staatsgrenze – (271 in Tschechien)                                       |
| S 208a | in Naundorf – Niederbobritzsch – S 190 – Oberbobritzsch – S 188 – Burkersdorf – S 184 – Dittersbach – Ölmühle – S 209 – in Bienenmühle |
| S 209a | S 184 in Weißenborn/Erzgeb. – S 206 – Lichtenberg/Erzgeb. – Mulda/Sa. – S 210 – S 208 in Ölmühle |
| S 210a | S 207 in Großwaltersdorf – Großhartmannsdorf – Helbigsdorf – S 209 in Mulda/Sa. |
| S 211a | in Bienenmühle – Deutschgeorgenthal – Neuwernsdorf – Rauschenbach – Hainberg – Neuhausen/Erzgeb. – S 207 – Dittersbach – Niederseiffenbach – S 212 – S 214 in Hirschberg |
| S 212a | in Sayda – Mortelgrund – S 211 in Niederseiffenbach |
| S 213a | S 214 – Seiffen/Erzgeb. – Heidelberg – S 207 in Deutscheinsiedel |
| S 214a | in Olbernhau – Grünthal – S 216 – Oberneuschönberg – S 211 – Hirschberg – S 213 – Oberlochmühle – Deutschkatharinenberg – Deutschneudorf – Brüderwiese – S 207 in Deutscheinsiedel |
| S 215a | – Obersaida – S 207 – Dörnthal – in Pfaffroda |
| S 216a | S 214 in Grünthal – Rothenthal – Rübenau – S 217 – Kühnhaide – in Reitzenhain |
| S 217a | in Ansprung – S 216 in Rübenau |
| S 218a | in Annaberg-Buchholz – Geyersdorf – S 262 – Mildenau – S 221 – Arnsfeld – Steinbach – S 265 – in Reitzenhain |
| S 221a | in Marienberg – Großrückerswalde – Boden – Mauersberg – S 218 |
| S 222a | S 255 in Aue – Oberpfannenstiel – Bernsbach – Grünhain – S 270 – Elterlein – S 269 – S 258 – Geyer – S 260 – – Falkenbach – |
| S 223a | in Flöha – Grünberg – Augustusburg – S 236 – Waldkirchen/Erzgeb. – S 235 – Börnichen/Erzgeb. – S 227 – Wünschendorf – Lengefeld – S 226 – Pockau – – S 224 – Nennigmühle – Blumenau – in Olbernhau |
| S 224a | S 223 in Pockau – Niederlauterstein – in Rittersberg |
| S 225a | in Kalkwerk Lengefeld – Lauterbach – / in Marienberg |
| S 226a | S 223 in Lengefeld – Obervorwerk – |
| S 227a | S 223 in Börnichen/Erzgeb. – Krumhermersdorf – |
| S 228a | S 235 in Zschopenthal – Zschopau – – S 231 – Wilischthal Bahnhof – S 229 – Scharfenstein – Hopfgarten – |
| S 229a | S 228 – Im Grund – Drebach – S 230 – in Ehrenfriedersdorf |
| S 230a | S 232 in Gelenau/Erzgeb. – Venusberg – Drebach – S 229 – |
| S 231a | S 232 in Gelenau/Erzgeb. – Wilischthal – S 228 |
| S 232a | in Chemnitz – Einsiedel – Dittersdorf – Weißbach – Gelenau/Erzgeb. – S 231 – S 230 – Spinnerei – Herold – S 233 – in Ehrenfriedersdorf |
| S 233a | S 257 in Dorfchemnitz – Günsdorf – Hormersdorf – Jahnsbach – Thum – – S 232 in Herold |
| S 234a | – Klein Partwitz – Neuwiese – Seidewinkel – in Hoyerswerda |
| S 235a | – Gornau/Erzgeb. – S 228 – Zschopenthal – Waldkirchen/Erzgeb. – S 223 – Grünhainichen – Borstendorf – Eppendorf – S 236 – S 207 – Kleinhartmannsdorf – Langenau – in Brand-Erbisdorf |
| S 236a | / in Chemnitz – Südring – K 6103 – Erdmannsdorf – Augustusburg – S 223 – Schellenberg – Leubsdorf – S 237 – S 235 in Eppendorf |
| S 237a | in Falkenau – Hetzdorf – Lößnitztal – Hammerleubsdorf – S 236 in Eppendorf |
| S 238a | – Lichtenwalde – in Niederwiesa |
| S 239a | S 258 in Neukirchen/Erzgeb. – Klaffenbach – in Harthau |
| S 240a | – Nöbeln – Seitenhain – Bachmühle – S 247 – Stein – Neuschweizerthal – S 241 in Taura |
| S 241a | S 249 – – S 57 – Mühlau – Burgstädt – S 242 – Taura – S 240 – – Markersdorf – Claußnitz – S 200 in Altmittweida |
| S 242a | S 38 – S 48 – auf in Espenhain – … – auf – S 11 – Prießnitz – Frankenhain – Geithain – auf – S 44 – Grüne Tanne – – Mutzscheroda – Altzschillen – Untergöhren – Cossen – S 247 – Burgstädt – S 241 – Göppersdorf – Hartmannsdorf – Limbach-Oberfrohna – S 249 – S 243 – Pleißa – S 254 – – Wüstenbrand – S 245 – S 246 – in Oberlungwitz |
| S 243a | S 242 in Limbach-Oberfrohna – S 244 – – Röhrsdorf – / |
| S 244a | S 243 in Limbach-Oberfrohna – Rabenstein – Siegmar – Stelzendorf – S 258 in Hutholz |
| S 245a | – Hohenstein-Ernstthal (– Abzweig zur S 252) – S 252 – Wüstenbrand – S 242 – Grüna – in Reichenbrand |
| S 246a | S 242 in Wüstenbrand – Mittelbach – Ursprung – Erlbach-Kirchberg – Lugau – Oelsnitz/Erzgeb. – S 256 – S 255 – Zschocken – S 283 |
| S 247a | – Obergräfenhain – Elsdorf – Lunzenau – Cossen – S 242 – Göritzhain – Bachmühle – S 240 – Wiederau – – Königshain – Frankenau – Mittweida – S 200 – S 201 |
| S 248a | in Callenberg – Falken – S 254 – Rußdorf – S 249 in Limbach-Oberfrohna |
| S 249a | in Dürrengerbisdorf – Wolkenburg – Kaufungen – S 241 – Limbach-Oberfrohna – S 248 – S 242 |
| S 250a | / in Rochlitz – Seelitz – Gröblitz – Pürsten – Neugepülzig – Schäferei – S 200 in Erlau |
| S 251a | – Oberwiera – Neukirchen – Weidensdorf – |
| S 252a | in Reinholdshain – Glauchau – Niederlungwitz – S 245 – St. Egidien – S 255 – Rüsdorf – Hermsdorf – – Oberlungwitz – S 245 in Hohenstein-Ernstthal |
| S 254a | S 248 in Falken – Langenberg – Meinsdorf – S 242 in Pleißa |
| S 255a | S 245 – St. Egidien – S 252 – – Lichtenstein/Sa. – Heinrichsort – S 246 – – S 283 – Alberoda – Aue – – S 222 – |
| S 256a | – Lichtenstein/Sa. – Hohndorf – Oelsnitz/Erzgeb. – S 246 – Niederwürschnitz – – S 258 in Niederdorf a |
| S 257a | in Thalheim/Erzgebirge – Dorfchemnitz – S 233 – Niederzwönitz – S 283 – S 258 |
| S 258a | / in Chemnitz – Hutholz – S 244 – Neukirchen/Erzgeb. – S 239 – Leukersdorf – Pfaffenhain – Niederdorf – S 256 – Stollberg/Erzgeb. – / – Brünlos – Niederzwönitz – S 257 – Zwönitz – S 270 – S 260 – Burgstädtel – S 222 – Brünlas – in Scheibenberg b                                                                                    |
| S 259a | in Meinersdorf – Gornsdorf – Auerbach – in Thum |
| S 260a | S 258 – Geyer – S 222 – Siebenhöfen – Tannenberg – S 267 – |
| S 261a | in Thermalbad Wiesenbad – Wiesa – – S 260 – Frohnau – in Annaberg-Buchholz |
| S 262a | in Thermalbad Wiesenbad – Plattenthal – Geyersdorf – S 218 – Königswalde – S 265 – Brettmühle – Kühberg – Bärenstein (– Abzweig zur ) – Staatsgrenze – (219 in Tschechien) |
| S 265a | S 266 in Annaberg-Buchholz – Cunersdorf – Königswalde – S 262 – Jöhstadt – Schmalzgrube – S 218 in Steinbach |
| S 266a | in Annaberg-Buchholz – S 265 – Sehma – Cranzahl – Unterneudorf – Neudorf – S 268 – Kretscham – in Hammerunterwiesenthal |
| S 267a | S 260 in Tannenberg – Dörfel – Schlettau – Walthersdorf – S 268 in Crottendorf |
| S 268a | in Scheibenberg – Crottendorf – S 267 – S 266 in Neudorf |
| S 269a | S 222 in Elterlein – Schwarzbach – Langenberg – in Schwarzenberg |
| S 270a | S 258 in Zwönitz – Grünhain – S 222 – Beierfeld – in Schwarzenberg |
| S 271a | in Raschau – Pöhla – Arnoldshammer – Rittersgrün – S 273 – Ehrenzipfel – Zweibach – Tellerhäuser – |
| S 272a | in Schwarzenberg – Erla – Antonsthal – Breitenbrunn/Erzgeb. – S 273 – Erlabrunn – Johanngeorgenstadt – S 272a – Oberwildenthal – S 275/S 276 in Wildenthal |
| S 272a | S 272 in Johanngeorgenstadt – Staatsgrenze – (221 in Tschechien) |
| S 274a | in Neustädtel – S 273 – Zschorlau – Burkhardtsgrün – Blauenthal – Sosa – Jägerhaus – S 273 – S 272 in Schwarzenberg |
| S 275a | – Eibenstock – S 272/S 276 in Wildenthal |
| S 276a | in Wilzschhaus – Carlsfeld – S 272/S 275 in Wildenthal |
| S 277a | S 283 – Friedrichsgrün – Vielau – Wilkau-Haßlau – Neuhaara – Schweizerhaus – Cunersdorf – Kirchberg – Saupersdorf – S 282 – Hartmannsdorf bei Kirchberg – Bärenwalde – S 279 – Rothenkirchen – Stützengrün – Schönheide – S 278 – |
| S 278a | – Auerbach/Vogtl. – S 300 – Sorga – Brunn – Vogelsgrün – Schnarrtanne – S 277 in Schönheide |
| S 279a | S 293 – Pechtelsgrün – Stangengrün – Steffenhäuser – Obercrinitz – S 280 – S 277 in Bärenwalde |
| S 280a | S 279 in Obercrinitz – Wildenau – in Rodewisch |
| S 282a | in Reichenbach im Vogtland – Unterheinsdorf – Oberheinsdorf – Hauptmannsgrün – Voigtsgrün – S 282a – S 293 – – Kirchberg – Saupersdorf – S 277 – – … – in Wiesenburg – Schönau – S 283 in Wildenfels |
| S 282a | in Schönfels – Ebersbrunn – S 282 |
| S 283a | in Zwickau – Reinsdorf – S 277 – – S 286 – Wildenfels – S 282 – Zschocken – S 246 – Hartenstein – S 255 – Raum – Streitwald – Zwönitz – S 257 in Niederzwönitz |
| S 285a | S 95 in Wittichenau – Brischko – Neu-Buchwalde – in Groß Särchen |
| S 286a | / – Zwickau-Ost – – S 283 |
| S 287a | (L 1093 in Thüringen) – Landesgrenze – Mißlareuth – Landesgrenze – (L 1093 in Thüringen) – Landesgrenze – S 311 in Reuth |
| S 288a | S 289 in Crimmitschau – Waldsachsen – Meerane – in Glauchau |
| S 289a | in Niederschindmaas – Oberschindmaas – Dennheritz – Gablenz – Crimmitschau – S 288 – S 54 – S 290 – S 294 – S 314 – Werdau – Leubnitz – S 291 – S 317 – Römersgrün – in Reichenbach im Vogtland |
| S 290a | (L 1361 in Thüringen) – Landesgrenze – S 289 – S 294 – Crimmitschau – Dänkritz – in Zwickau |
| S 291a | S 289/S 317 in Werdau – Steinpleis – S 293 – in Zwickau |
| S 292a | in Zschieschen – S 81 in Großenhain |
| S 293a | – S 291 – – – S 282 – Irfersgrün – Finkenburg – S 279 – S 293a – – Lengenfeld – Eich/Sa. – S 299 |
| S 293a | S 293 – |
| S 294a | (L 1294 in Thüringen) – Landesgrenze – Mannichswalde – Langenreinsdorf – S 289 |
| S 295a | (L 1295 in Thüringen) – Landesgrenze – Göltzschtalbrücke – Netzschkau – S 299 – Mylau – Mühlwand – Schneidenbach – Weißensand – |
| S 296a | (L 1296 in Thüringen) – Landesgrenze – Kleingera – S 298 – S 299 in Netzschkau |
| S 297a | S 299 – Limbach – S 298 – Neudörfel – Alt-Jocketa – Talsperre Pöhl – Möschwitz – Chrieschwitz – Plauen – Straßberg – Kloschwitz – Tobertitz – S 313 – S 311 |
| S 298a | S 296 in Kleingera – Brockau – Reimersgrün – S 297 – S 299 – – Treuen – Veitenhäuser – Schreiersgrün – Reumtengrün – Dorfstadt – – S 304 in Falkenstein/Vogtl. |
| S 299a | in Reichenbach – Mylau – S 295 – Netzschkau – S 297 – Lauschgrün – Buchwald – Pfaffengrün – S 298 – – Treuen – S 293 – Eich/Sa. – c |
| S 300a | S 278 in Auerbach/Vogtl. – Hohengrün – S 302 – in Jägersgrün |
| S 301a | in Bergen – Steinigt – Poppengrün – S 303 – Neudorf – Schöneck/Vogtl. – S 302 – S 305 – Kottenheide – in Zwota |
| S 302a | in Tänzermühle – Görnitz – Tirschendorf – Willitzgrün – Arnoldsgrün – Schöneck/Vogtl. – S 301 – Muldenberg – S 304 – Hammerbrücke – S 300 in Jägersgrün |
| S 303a | in Oelsnitz/Vogtland – Tirpersdorf – Kottengrün – S 315 – Werda – S 301 – Neudorf – Poppengrün – Neustadt/Vogtl. – Falkenstein/Vogtl. – S 304 – |
| S 304a | S 303 in Falkenstein/Vogtl. – Grünbach – S 302 – Muldenberg – Brunndöbra – in Klingenthal |
| S 304a | in Klingenthal – Staatsgrenze – (210 in Tschechien) |
| S 305a | S 301 in Schöneck/Vogtl. – Tannenhaus – |
| S 306a | (2172 in Tschechien) – Staatsgrenze – Bärenloh – Bad Elster – |
| S 307a | in Oelsnitz/Vogtl. – Lauterbach – S 308 – Triebel/Vogtl. – Haselrain – S 309 – Posseck – Landesgrenze – (St 2453 in Bayern) |
| S 308a | S 307 – Süßebach – Eichigt – S 309 – Ebmath – Staatsgrenze – (217 in Tschechien) |
| S 309a | S 307 – Posseck – Birkigt – Tiefenbrunn – S 308 – Bergen – Freiberg – |
| S 310a | S 319 in Pirk – Dröda – Bösenbrunn – Schönbrunn – in Oelsnitz/Vogtland |
| S 311a | (L 1089 in Thüringen) – Landesgrenze – Reuth – S 287 – S 297 – Thossen – Weischlitz – Rosenberg – – Taltitz – Neue Welt – |
| S 312a | in Plauen – Großfriesen – Lochschänke (– Abzweig zur ) – Theuma – S 315 – Schloditz – Oelsnitz/Vogtland – Untermarxgrün – |
| S 313a | in Mehltheuer – Fasendorf – Leubnitz – Rodau – S 297 in Tobertitz |
| S 314a | (L 1085 in Thüringen) – Landesgrenze – Langenbernsdorf – – S 289 |
| S 315a | S 312 in Schloditz – Lottengrün – S 303 in Kottengrün |
| S 316a | (L 1087 in Thüringen) – Landesgrenze – Mittelhöhe – Pausa/Vogtl. – Oberreichenau – S 318 – Unterpirk – in Oberpirk |
| S 317a | S 289/S 291 in Werdau – Fraureuth – Landesgrenze – (L 1086 in Thüringen) |
| S 318a | S 316 in Oberreichenau – Ranspach – – Waldfrieden – Schönberg – in Mühltroff |
| S 319a | / – Türbel – Pirk – Kleinzöbern – Großzöbern – Blosenberg – Landesgrenze – ( in Bayern) d |

## Liste der Staatsstraßen bis zur S 199
Diese Liste ist unter Liste der Staatsstraßen in Sachsen bis zur S 199 zu finden.